# Pražnjenje crijeva
Pražnjenje crijeva (medicinski: defekacija, razgovorno: obavljanje velike nužde)  predstavlja završetak probave pri kojem tijelo prazni crijeva od otpadnih proizvoda varenja (izmeta) kroz anus. Pojam defekacija dolazi od riječi feces što znači izmet i de što znači otkloniti. U normalnim uvjetima defekacija se odvija na principu dva mehanizma:
1. nagonsko (refleksno) pražnjenje crijeva uvjetovano je radom debelog crijeva, debelo crijevo je spremnik sadržaja, ali to nadzire sfinkter (prsten, ventil) koji se otvara pri pražnjenju crijeva i zatvara pri završetku pražnjenja
2. otvaranje i zatvaranje prstena (ventila, sfinktera) regulira pražnjenje crijeva, pri tome postoji i svjesan nadzor (mozak), kojem možemo zadržati ili odgoditi defekaciju, odnosno imamo spoznaju o pražnjenju crijeva.

Kod zdravog čovjeka crijeva se prazne od 1-2 puta u dan do 1 put u dva dana. U slučaju da čovjek prazni crijeva češće od navedenog prosjeka, kaže se da ima čestu stolicu. Uzrok može biti virusna infekcija, parazitsko ili bakterijsko trovanje ili alergija. Kako se ne može izbaciti ono što se nije ni pojelo, češća stolica ne može imati krute sadržine, već je rijetka i vodenasta. Vodena stolica naziva se proljev. 
Dugotrajni proljev može dovesti do dehidracije tijela i čest je uzrok smrti u nerazvijenim zemljama. 